# Club Atlético Politécnico Juliaca
Club Atlético Politécnico es un club de fútbol de Perú, de la ciudad de Juliaca en el Departamento de Puno. Fue fundado el 27 de mayo de 1957, con el nombre de Club Atlético Industrial, por directivos del Instituto Nacional Industrial Nº 35; no obstante, tras el cambio de denominación a Colegio Nacional Politécnico Industrial Regional “Los Andes” (PIRA) en 1964, el club cambió su nombre por Club Atlético Politécnico, denominación que mantiene hasta la actualidad. El club actualmente disputa la Copa Perú.

## Historia

### El Origen
El Club Atlético Politécnico fue fundado el 27 de mayo de 1957 en la ciudad de Juliaca, con el nombre de Club Atlético Industrial, en 1959 ascendió a la Primera División del Futbol de Juliaca, y cuatro años después es retirado de la Liga Distrital de Futbol por el director Lynch. En 1964 el Instituto Nacional Industrial Nº35 cambió de nombre a Colegio Nacional Politécnico Industrial Regional “Los Andes” y el Club también cambió su nombre por Club Atlético Politécnico.
Desde su aparición ha mantenido una fuerte rivalidad con el Club Deportivo Enciniano, formado por alumnos de la G.U.E. José Antonio Encinas. Esta rivalidad entre ambas Instituciones Educativas trascendió al fútbol dando origen al Clásico Estudiantil de Juliaca.

### La Época Gloriosa
En 1969, el Politécnico ascendió a Primera División otra vez, el director Ing. Adelo Flores Portugal y los profesores Juan Rivera y Máximo Pantigoso Aliaga eran los responsables del Club. En ese año participaron tres profesores; Froilán Lazo Pinto (defensa), Elías Palomino Aguirre (portero) y Carmelo Tejada Rosas (defensa), el resto eran alumnos del Colegio Politécnico.

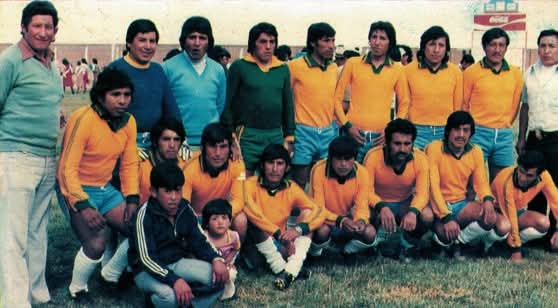
Club Atlético Politécnico 1973

En 1971, el Colegio Politécnico Regional “Los Andes”, celebro sus Bodas de Plata, el Club deseaba conquistar el Título de Campeón Distrital, su futbol era; sencillo, guapo y habilidoso, ganándose el apelativo de los “Cara Sucias”. La final se jugó con el Club Deportivo American Star a estadio lleno y con récord de taquilla, ese año el equipo de la estrella solitaria se quedó con el Título de Campeón. En diciembre de 1971, la Liga Provincial de San Román organizo un encuentro a beneficio de la “Navidad del Niño”, designando al Club Atlético Politécnico para enfrentar al equipo millonario de la ciudad de Puno, en ese partido el subcampeón de Juliaca dirigido por el DT Máximo Pantigoso Aliaga, había vencido por 2 – 0 al Club Deportivo Alfonso Ugarte, la noticia causó una fuerte conmoción en los medios deportivos de toda la Region y el Sur del Perú. 
Desde 1976 hasta 1981 el Club paso a manos de los Hermanos; Hipólito y Paulino Achata (Exalumnos del Colegio Politécnico), los profesores continuaron con la organización del Club. En 1982 el Club retorna a la Institución Educativa, los profesores Indalecio Chavez Morales y Abraham Cutipa Mancha designaron como Presidente del Club al profesor Carmelo Tejada Rosas y como DT asumió el profesor Máximo Pantigoso Aliaga.
En 1984, el Club se consagró Campeón del Torneo Relámpago y su trofeo mide 1.70 metros, se vistieron de canarios los Hermanos Saul y Obdulio Añacato (alumnos), Carmelo Tejada Rosas (profesor), Jose Angel Guillen Chacon (profesor), los Hermanos Paulino e Hipolito Achata (exalumnos) y muchos otros que dieron gloria al politécnico.

### El Retorno y Ascenso a la Primera División de Juliaca
En el 2019, los Exalumnos del Colegio Politécnico Regional “Los Andes”, liderado por Willy Pacta Mamani, Walter Jilapa Santander, Hernán Quispe Callo y Wilson Coazapa Castro, conformaron la Junta Directiva y plantearon el retorno del Club, en octubre el año 2022 el Politécnico volvió a disputar un partido de futbol tras 18 años de ausencia, en el año 2023 se sumó a la Junta Directiva el Ing. Julio Cesar Quispe Ccaza.
Tras 18 años de ausencia, el Club Atlético Politécnico volvió a los escenarios deportivos participando en el Torneo de Tercera División de la Copa Perú 2022, inicio su participación con el Torneo de Apreciación, empatando 1 – 1 con el Club American Star y en la primera fecha fue goleado 0 – 6 por FC Santos, derroto al Real Atlético Juliaca por 4 – 1, goleo por 5 – 0 al Club Balón de Oro, empató por 2 – 2 con la Asociación Deportiva Huayrapata, y en el partido final ganó por Wallkover al equipo de FC Santos, sellando de esa manera el ascenso a la Segunda División de la Liga Deportiva Distrital de Futbol Juliaca.

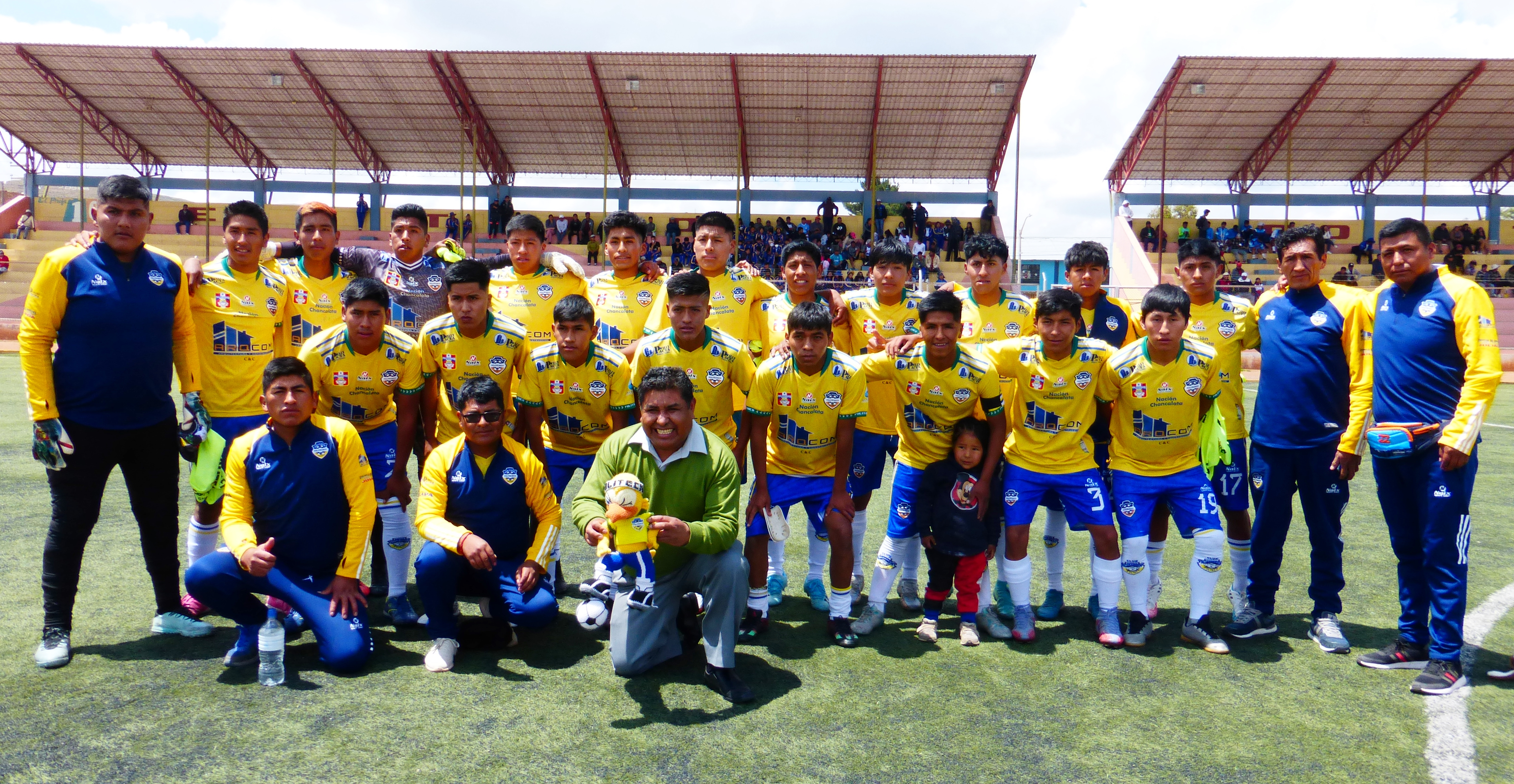
Club Atlético Politécnico; Cuadrangular Final Segunda División 2023.

En el torneo de la Segunda División de la Copa Perú 2023, el Atlético Politécnico inició su participación derrotando al Club Atlético Independiente San Martin por 4 - 2 en un torneo de apreciación, en la primera fecha del torneo goleo al Real Atlético Juliaca por 10 – 0, derroto al Club Universitario de Deportes Región Sur Jr. por 3 – 0, derroto al Club Lugef Jr. por 4 – 0, al final empató por 1 - 1 con el cuadro de CEFUT Juliaca, liderando en el grupo “A” con 13 puntos, clasificando así al Cuadrangular Final de Ascenso.  
En el Cuadrangular Final de Ascenso, derroto al Club Internacional Upa Upa Jr. por 3 – 0, empató 2 – 2 con el Club ANBA Perú FC, y en el último partido fue eliminado por el cuadro de CEFUT Juliaca FC, tras perder por 0 - 1, quedando en el tercer lugar del Cuadrangular Final, perdiendo la posibilidad de ascender a la Primera División de la Liga Deportiva Distrital de Futbol Juliaca.

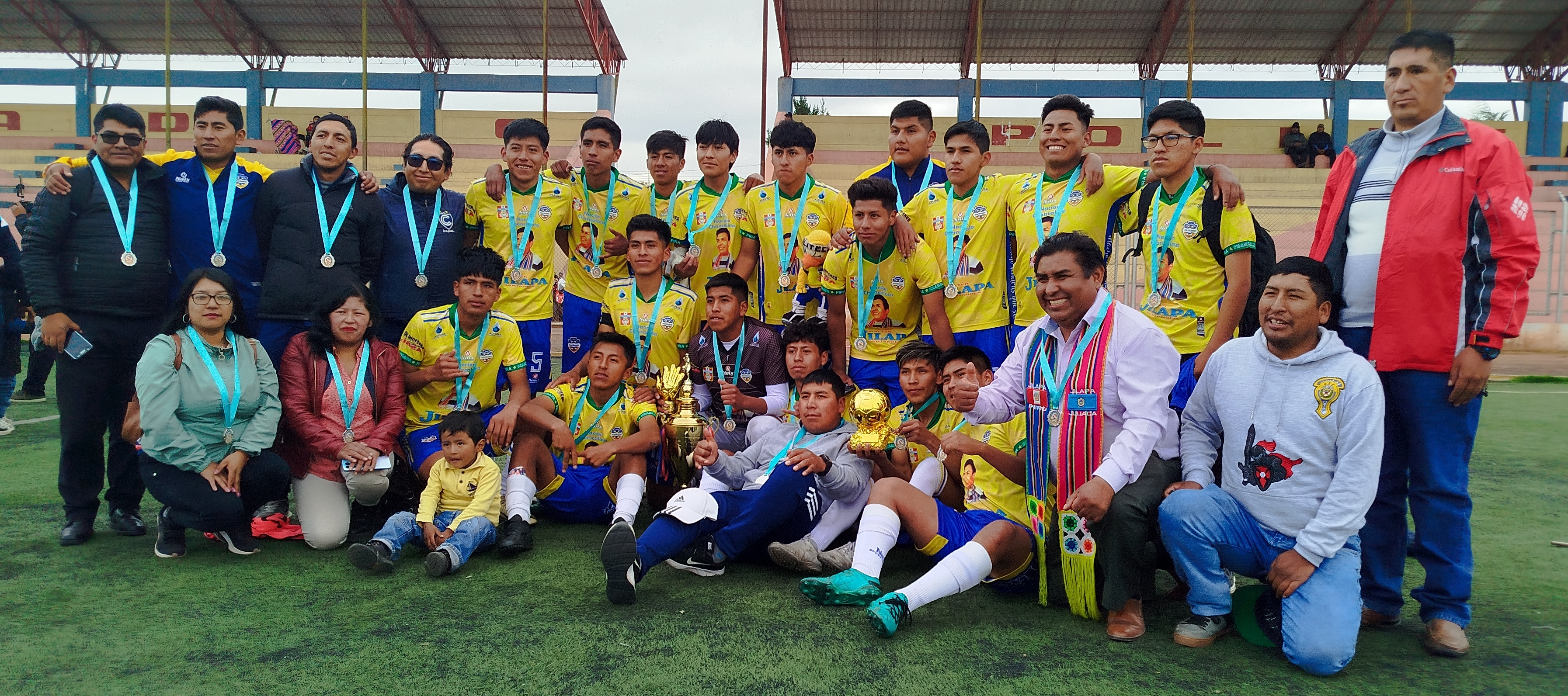
Atlético Politecnico, Subcampeón Segunda Division 2024

De la mano de Estip Hancco, la escuadra Chancalata volvió a la máxima División del Futbol de Juliaca, el Atlético Politécnico inició su participación en la Segunda División de la Copa Perú 2024, derrotando al Club Deportivo Lugef Jr. por 5 - 1, fue derrotado por 1 – 5 por el Club Internacional Upa Upa Jr., sin embargo, nunca agacho cabeza y goleo al Real Atlético Juliaca por 9 – 0, derroto a la Asociación Deportiva Vilquechico (ADEVIL) por 5 – 1, derroto a la E.D.F. Alianza Juliaca por 2 – 1, al final empató por 2 - 2 con el cuadro del Atlético Nacional Juliaca, con quien compartió 10 puntos en la tabla de ubicaciones. Con el empate en la tabla, se programó un partido especial por el Subcampeonato donde el Equipo Canario derroto por 6 – 1 al Club Atlético Nacional de Juliaca, consagrándose subcampeón y sellando de esa manera el ascenso a la Primera División 2025 de la Liga Deportiva Distrital de Futbol Juliaca.
En 2025 terminó en penúltimo lugar de su liga y descendió a Segunda Distrital.

## Presidentes

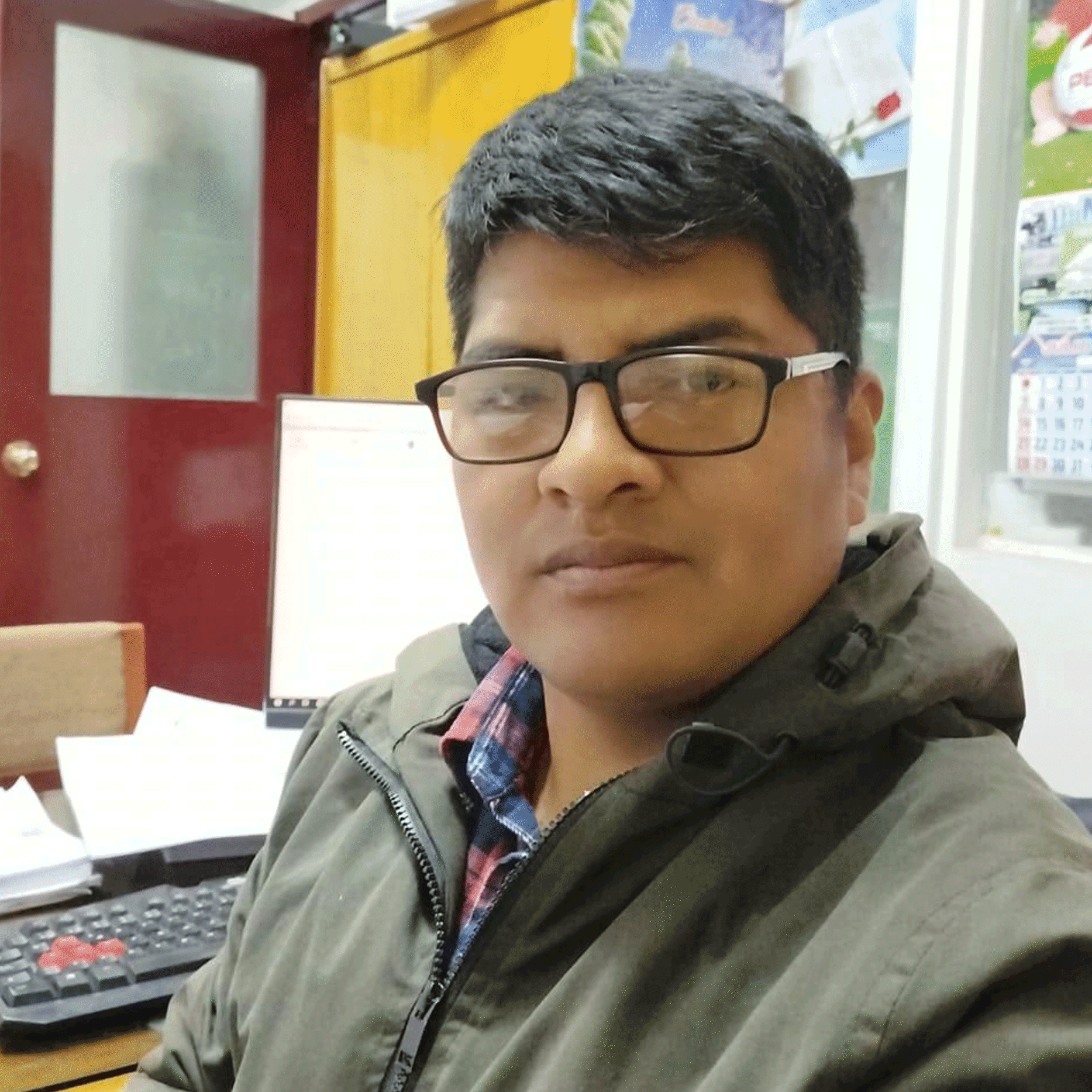
Willy Pacta, último presidente electo del Club Atlético Politécnico.

El Club Atlético Politécnico ha tenido, varios presidentes a lo largo de su historia. Además, el club ha sido dirigido por la Dirección y Profesores del Colegio Emblemático Politécnico Regional “Los Andes”. 
El actual presidente del Club Atlético Politécnico es Willy Pacta, quien ejerce en su segundo mandato (el primero sucedió desde el 8 de junio de 2020 hasta el 7 de junio de 2023), desde el 21 de setiembre de 2023.
La siguiente es la lista de personas que tuvieron a su cargo la Presidencia del Club Atlético Politécnico.
| Nº | Presidentes             | Inicio del mandato | Fin del mandato |
| -- | ----------------------- | ------------------ | --------------- |
| 1  | Carlos Espejo T.        | 1971               | 1976            |
| 2  | Carmelo Tejada Rosas    | 1982               | 1984            |
| 3  | Rene Velazco Lopez      | 1987               | 1988            |
| 4  | Ladislao Flores Machaca | 2004               | 2005            |
| 5  | Willy Pacta Mamani      | 2020               | Actual          |

## Entrenadores

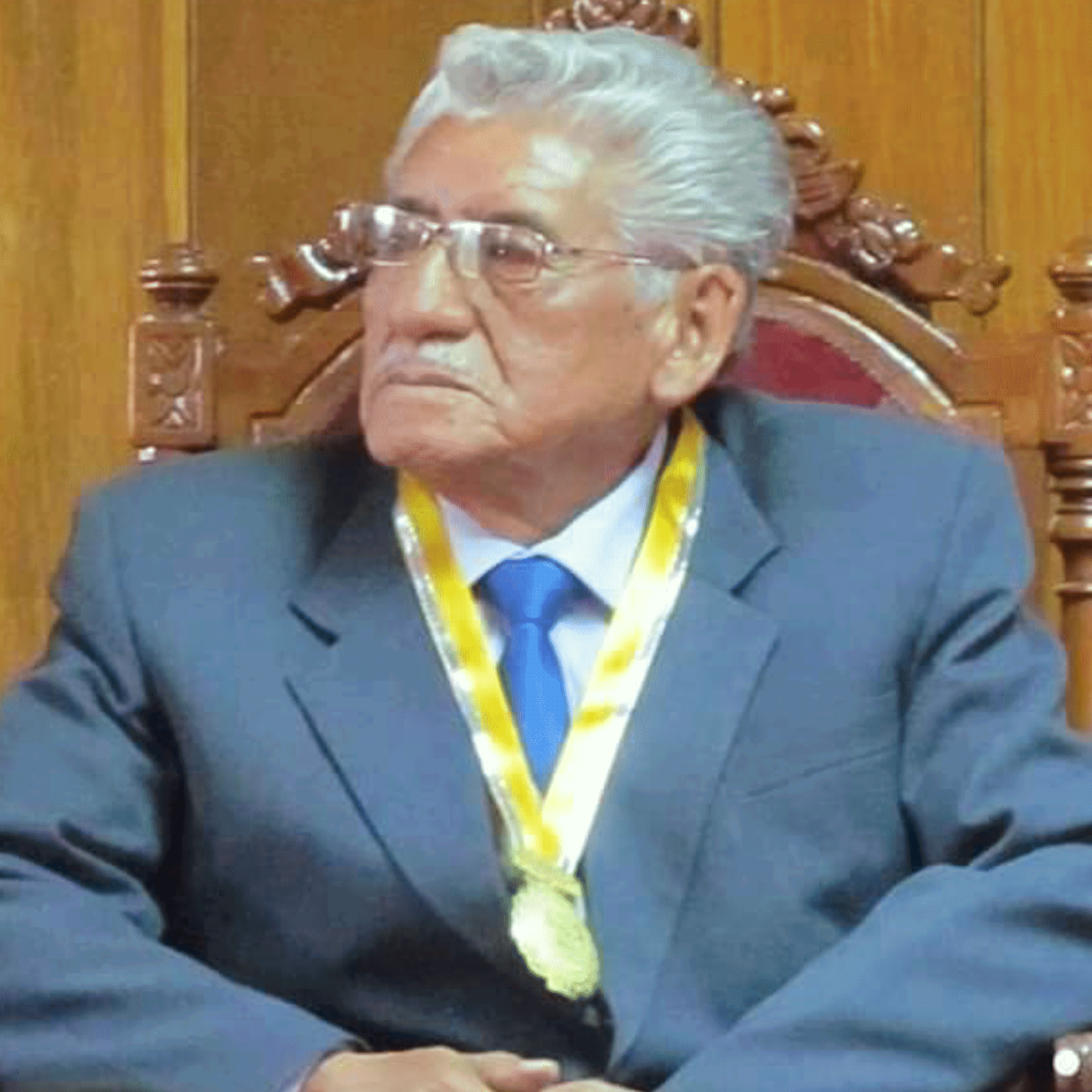
Máximo Pantigoso Aliaga, fue el entrenador más identificado con el Politécnico.

Desde su fundación en 1957, el club ha tenido varios entrenadores a lo largo de su historia. El entrenador más identificado con el Club fue Máximo Pantigoso Aliaga, durante años ha demostrado capacidad y constancia en las prácticas deportivas; su entrañable cariño para con el Club lo ha llevado al sitial que merecidamente le corresponde, dirigió varias temporadas al Club Canario.
| 1 | Maximo Pantigoso Aliaga | Peruano | 1969 - 1971 | -                                      |
| 2 | Maximo Pantigoso Aliaga | Peruano | 1976 - 1982 | -                                      |
| 3 | Napoleón Morales Monroy | Peruano | 2022 - 2023 | -                                      |
| 4 | Abel Viveros Quispe     | Peruano | 2023        | -                                      |
| 5 | Estip Hancco Caceres    | Peruano | 2024        | Subcampeón Segunda Division de Juliaca |
| 6 | Josué Molina Chambi     | Peruano | 2025        | -                                      |

## Jugadores

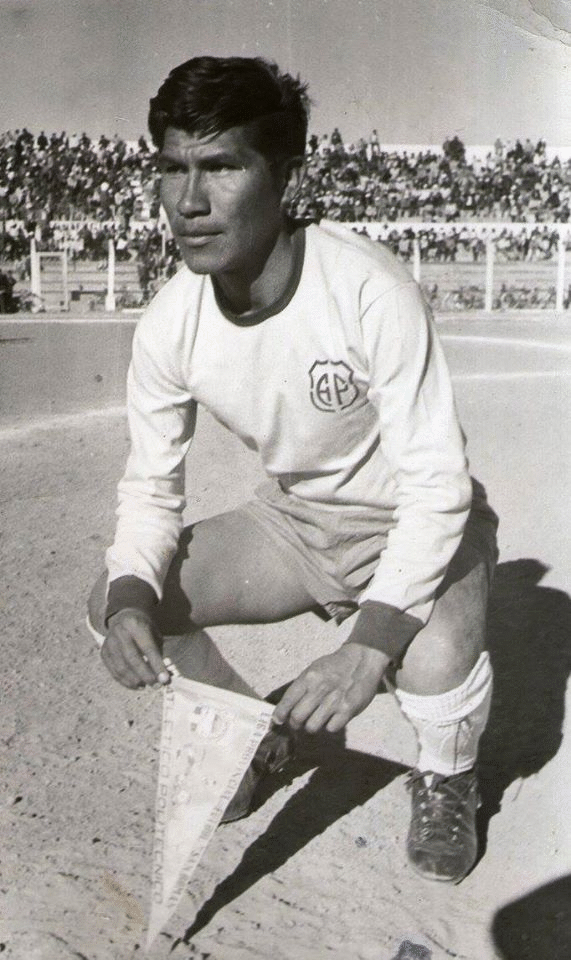
Carmelo Tejada Rosas, defensa del Club Atlético Politécnico

Más de un centenar de futbolistas han vestido la camiseta del primer equipo del Club Atlético Politécnico a lo largo de sus 67 años de historia. Los jugadores en su mayoría son originarios del Colegio Politécnico Regional “Los Andes”, que han tenido siempre un gran peso en la historia del Club, han marcado las épocas más brillantes del conjunto Chancalata.
Inicialmente el equipo estuvo formado por jugadores de origen mayoritariamente profesores y alumnos, durante sus primeros años destacaron en el equipo el defensa Carmelo Tejada Rosas, el portero Elías Palomino Aguirre y los alumnos Salomón Añacato Aliaga e Hipolito Velasquez Apaza,  quienes son considerados los primeros ídolos Chancalatas.
En el 2024, Richard Chambi (Exalumno), Jair Carlosviza (Exalumno) y Cristhian Gutierrez (Alumno), destacaron y obtuvieron el Subcampeonato de la Segunda División 2024, todos ellos son considerados jugadores importantes del Club por su importante aporte futbolístico al equipo durante este periodo.

## Uniforme
Los colores distintivos del Club Atlético Politécnico son el amarillo, azul y blanco, los colores proceden del Colegio Politécnico Regional “Los Andes” y llevan los sobrenombres de «Los Chancalatas» y el «El Equipo Canario» con el que se conoce a los jugadores y aficionados del Club. 
El equipo dispone de uniforme alternativo o segunda equipación a nivel oficial desde el año 2023, cuando se eligieron el color blanco para la camiseta y el azul para los pantalones, la equipación sigue vigente hasta la actualidad.
- Uniforme titular: camiseta amarillo, pantalón azul, medias blancas.
- Uniforme alternativo: camiseta blanco, pantalón azul, medias blancas.

## Estadio

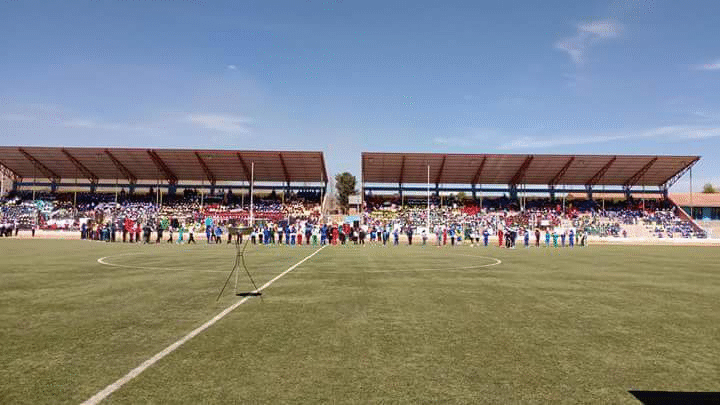
Estadio Politécnico Regional "Los Andes".

El Club Atlético Politécnico, juega sus encuentros en condición de local en el Estadio Politécnico Regional “Los Andes”, de propiedad del Colegio Politécnico Regional “Los Andes. El recinto deportivo se ubica en el distrito de Juliaca; además está ubicado en las instalaciones del colegio más antiguo y emblemático de la provincia de San Román.
El estadio fue inaugurado en el año 2014, con la tribuna de occidente con el nombre de «Estadio Politécnico Regional “Los Andes”». Ha albergado a clubes como el Diablos Rojos, el Franciscano San Román y el Futbol Club Cahusiños, participantes de la Copa Perú.